# Alexandru Ventonic
Alexandru A. Ventonic (n. 1904 – d. 1941, Iași, România) a fost un medic ieșean legionar, care a îndeplinit funcția de prefect al județului Iași în perioada 1940-1941. 

## Biografie
Alexandru A. Ventonic s-a născut în anul 1904. Era fiul fruntașului legionar Alexandru Ventonic, membru fondator al Legiunii Arhanghelului Mihail, care a depus la 8 noiembrie 1927, la Iași, jurământul de a lupta pentru victoria Legiunii. Alături de el, tot atunci au depus același jurământ Corneliu Codreanu, Ion I. Moța, Ilie Gârneață, Corneliu Georgescu, Radu Mironovici, Gheorghe Clime, Ion Banea etc.  În anul 1932 a făcut campanie electorală pentru candidații legionari și este menționat în cartea Pentru Legionari. Tatăl său avea un han la intrarea în Iași, în capătul Bulevardului Păcurari, iar după venirea legionarilor la putere a fost numit în funcția de președinte al Camerei de Comerț din Iași.
Alexandru A. Ventonic a profesat ca medic în municipiul Iași, fiind și el membru al legionarilor. În perioada 1940-1941 a îndeplinit funcția de prefect al județului Iași. În cartea sa, intitulată "Era libertății. Statul național-legionar", Horia Sima menționează că prefectul Ventonic a interzis încărcarea unor vagoane de marfă, pentru motivul că proprietarii mărfurilor erau evrei.  S-a sinucis în perioada rebeliunii legionare din 1941.
Scriitorul ieșean Godell Țukerman prezintă drept cauză a sinuciderii tânărului prefect demascarea tatălui său că a încălcat etica legionară, prin întovărășirea cu negustorii "jidani" la exploatarea unor cunoscute fabrici de textile, a unei fabrici de cărămizi și a morii din Păcurari, procurându-și astfel venituri uriașe. 